# Van Baerlestraat

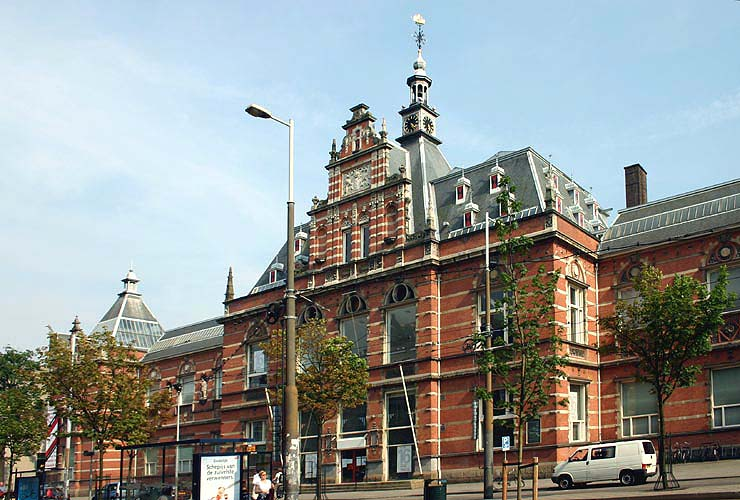
Vue du Stedelijk Museum au croisement de Van Baerlestraat et Paulus Potterstraat.

Van Baerlestraat est une rue principale d'Amsterdam.

## Situation et accès
Située dans l'arrondissement de Oud-Zuid, elle relie le Vondelbrug à Roelof Hartplein (où elle est prolongée par Roelof Haartstraat et le Ceintuurbaan), et croise entre autres le P.C. Hooftstraat. 

## Origine du nom
Elle a été nommée en l'honneur du géographe, théologien, poète et historien néerlandais Gaspard van Baerle. 

## Historique
Située dans l'un des quartiers les plus chers de la ville, la rue est bordée par plusieurs institutions culturelles de premier plan de la ville d'Amsterdam. En particulier, le Concertgebouw, construit entre 1883 et 1888 dans ce qui s’appelait alors la commune de Nieuwer-Amstel en constitue l'un des bâtiments les plus remarquables. Le Museumplein, créé en 1880, et qui regroupe aujourd'hui le Stedelijk Museum (situé sur la rue), le Rijksmuseum et le Musée Van Gogh est également délimité par la rue au sud.